# Ákos Szendrei
Ákos Szendrei (Szekszárd, 23 gennaio 2003) è un calciatore ungherese, attaccante del Paks.

## Biografia
È il figlio dell' ex calciatore József Szendrei.

## Carriera
Cresciuto nel settore giovanile del Paks, il 25 febbraio 2019 firma il primo contratto professionistico con i biancoverdi; il 7 febbraio 2021 diventa il primo giocatore nato nel 2003 a segnare nella massima serie ungherese, marcando la rete del definitivo 4-1 nell'incontro vinto contro il Budafok.
Il 5 settembre seguente viene acquistato dal DAC Dunajská Streda, con cui firma un quinquennale; dopo aver giocato due partite con il club slovacco, nel mese di ottobre riporta la rottura del legamento crociato anteriore del ginocchio sinistro, che lo costringe a terminare anzitempo la stagione. Il 30 agosto 2022 viene ceduto a titolo temporaneo al MOL Fehérvár; poco impiegato dai rossoblù, il 16 gennaio 2023 lascia il club e due giorni più tardi si trasferisce al Győri ETO. Il 14 giugno seguente passa, sempre in prestito, al Kecskemét.
Rientrato al DAC Dunajská Streda, dopo essere rimasto ai margini della rosa, il 14 gennaio 2025 fa ritorno a titolo definitivo al Paks, venendo subito ceduto in prestito, fino al termine della stagione, al Mezőkövesd-Zsóry.

## Statistiche

### Presenze e reti nei club
Statistiche aggiornate al 14 luglio 2025.
| Stagione                   | Squadra                    | Campionato                 | Campionato | Campionato | Coppe nazionali | Coppe nazionali | Coppe nazionali | Coppe continentali | Coppe continentali | Coppe continentali | Altre coppe | Altre coppe | Altre coppe | Totale | Totale |
| Stagione                   | Squadra                    | Comp                       | Pres       | Reti       | Comp            | Pres            | Reti            | Comp               | Pres               | Reti               | Comp        | Pres        | Reti        | Pres   | Reti   |
| -------------------------- | -------------------------- | -------------------------- | ---------- | ---------- | --------------- | --------------- | --------------- | ------------------ | ------------------ | ------------------ | ----------- | ----------- | ----------- | ------ | ------ |
| 2019-2020                  | Paks                       | NBI                        | 3          | 0          | MK              | 2               | 0               | -                  | -                  | -                  | -           | -           | -           | 5      | 0      |
| 2020-2021                  | Paks                       | NBI                        | 6          | 2          | MK              | 2               | 0               | -                  | -                  | -                  | -           | -           | -           | 8      | 2      |
| lug.-sett. 2021            | Paks                       | NBI                        | 2          | 0          | MK              | 0               | 0               | -                  | -                  | -                  | -           | -           | -           | 2      | 0      |
| sett. 2021-2022            | DAC Dunajská Streda        | SL                         | 2          | 0          | CS              | 0               | 0               | UECL               | -                  | -                  | -           | -           | -           | 2      | 0      |
| ago. 2022-gen. 2023        | MOL Fehérvár               | NBI                        | 3          | 0          | MK              | 1               | 0               | -                  | -                  | -                  | -           | -           | -           | 4      | 0      |
| gen.-giu. 2023             | Győri ETO                  | NBII                       | 14         | 5          | MK              | 1               | 0               | -                  | -                  | -                  | -           | -           | -           | 15     | 5      |
| 2023-2024                  | Kecskemét                  | NBI                        | 20         | 2          | MK              | 1               | 0               | UECL               | 1                  | 0                  | -           | -           | -           | 22     | 2      |
| 2024-gen. 2025             | DAC Dunajská Streda        | SL                         | 4          | 0          | CS              | 2               | 2               | UCoL               | 0                  | 0                  | -           | -           | -           | 6      | 2      |
| Totale DAC Dunajská Streda | Totale DAC Dunajská Streda | Totale DAC Dunajská Streda | 6          | 0          |                 | 2               | 2               |                    | 0                  | 0                  |             | -           | -           | 8      | 2      |
| gen.-giu. 2025             | Mezőkövesd-Zsóry           | NBII                       | 15         | 4          | MK              | -               | -               | -                  | -                  | -                  | -           | -           | -           | 15     | 4      |
| 2025-2026                  | Paks                       | NBI                        | 0          | 0          | MK              | 0               | 0               | UEL                | 0                  | 0                  | -           | -           | -           | 0      | 0      |
| Totale Paks                | Totale Paks                | Totale Paks                | 11         | 2          |                 | 4               | 0               |                    | 0                  | 0                  |             | -           | -           | 15     | 2      |
| Totale carriera            | Totale carriera            | Totale carriera            | 69         | 13         |                 | 9               | 2               |                    | 1                  | 0                  |             | -           | -           | 79     | 15     |